# Anarchy Online

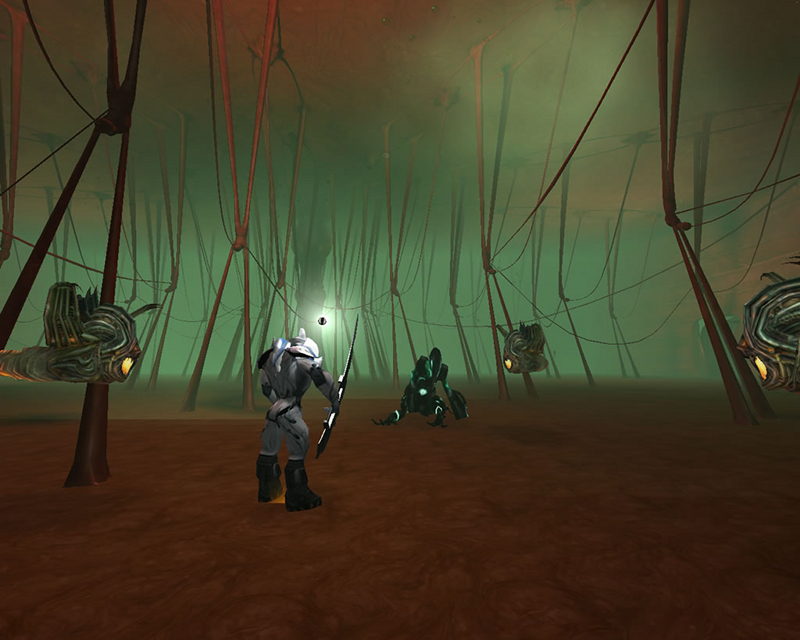
Screenshot von Anarchy Online

Anarchy Online ist ein Massively Multiplayer Online Role-Playing Game (MMORPG), das 30.000 Jahre in der Zukunft auf dem Planeten Rubi-Ka spielt. Es wurde 2001 von der norwegischen Firma Funcom veröffentlicht. Anarchy Online zeichnet sich durch eine sehr detaillierte Hintergrundgeschichte aus, durch Beschreibungen der Gegenstände, Gespräche mit NPCs (Nicht-Spieler-Charakteren), so genannte „newsposts“ im Forum, weitere Artikel auf der offiziellen Website, In-Game-Events und eine sehr ausführliche Zeitlinie.

## Hintergrund
Rubi-Ka ist ein kleiner Planet, der allerdings ein bedeutendes Vorkommen an Notum aufweist, einer Substanz, die für die Nanotechnologie von enormem Wert ist.
Rubi-Ka wurde vor 1500 Jahren von der Hyper-Corporation Omni-Tek entdeckt. Omni-Tek pachtete und terraformte den Planeten und begann das wertvolle Notum in Minen abzubauen. Die Arbeitsbedingungen in den Minen von Omni-Tek wurden von vielen Arbeitern als unwürdig betrachtet. Nachdem Omni-Tek sich geweigert hatte, die nach einem Grubenunglück eingeschlossenen Arbeiter zu befreien, kam es schließlich zur Revolte. Seitdem befindet sich Rubi-Ka in einem Zustand des Konflikts mit einem politisch sehr instabilen Zustand. Zurzeit gibt es auf Rubi-Ka neben Omni-Tek noch verschiedene Gruppen von Rebellen-Clans, die von Omni-Tek aufs Schärfste bekämpft werden. Zudem gibt es noch eine dritte Gruppe, die versucht, in diesem Konflikt neutral zu bleiben.

## Spielbeschreibung
In diesem Online-Rollenspiel spielen tausende von Spielern gleichzeitig mit- und gegeneinander. Zu Beginn des Spiels erstellt jeder Spieler eine Spielfigur, wobei er die Auswahl zwischen vier verschiedenen Rassen und 14 (ohne Shadowlands-Expansion: 12) verschiedenen Berufen hat. Diese Wahl beeinflusst die Fähigkeiten und Möglichkeiten der Spielfigur. Zu Beginn seiner Reise stürzt das Raumschiff des Spielers mit seinem neuerstellten Charakter ab, und er findet sich auf einer großangelegten Einsteiger-Insel wieder, um durch kleinere Missionen die Grundprinzipien des Spiels zu lernen. Hier entscheidet er sich durch die Gespräche mit speziellen Recruitern, ob er sich einer der Seiten in dem Konflikt anschließen möchte oder weiterhin als neutraler Charakter auf der Welt leben will und sich so aus dem Konflikt heraushält.
Ab da sind die Möglichkeiten sehr vielfältig, da es keinerlei vorgegebenen Ziele gibt. Um im Spiel voranzukommen, braucht der Spielecharakter sowohl Erfahrung als auch Geld, in diesem Falle Credits genannt. Hierfür kann man entweder verschiedene Missionen annehmen, bei denen man Geld, Gegenstände und Erfahrungspunkte als Belohnung bekommt, einfach in die Wildnis hinausgehen und diese von wilden Tieren, Mutantenhorden aus gescheiterten Experimenten und anderen böswilligen Geschöpfen befreien oder einen der Dungeons aufsuchen, in denen man Rätsel lösen und besondere, wertvolle Items finden kann. Natürlich kann man auch mit seinen Mitspielern reden, gemeinsame Missionen annehmen und mit ihnen handeln.
Das Spiel wurde bis 2009 ständig erweitert. Seit Ende November 2002 gibt es auch ein Erweiterungsset „Notum Wars“, in dem es zusätzlich die Möglichkeit gibt, innerhalb von Spielerorganisationen Teile von Rubi-Ka in Besitz zu nehmen. Hat man ein Gebiet für seine Organisation erobert, erhält man dadurch verschiedene Boni auf Fähigkeiten der Spielfigur.
„Shadowlands“ führt die Spieler in eine Art Parallelwelt, in der neue und unbekannte Items und Aufgaben locken. Außerdem sind zwei neue Berufe und Erweiterungen im Skillsystem eingeführt worden.
Seit der Erweiterung „Alien Invasion“ wird Rubi-Ka von einem Dauerangriff einer feindlichen Alienrasse gepeinigt, die es durch die Spieler zurückzuschlagen gilt.

## Erweiterungen
The Notum Wars (erschienen Dezember 2002)
In The Notum Wars wird das PvP-Element des Spieles weiter ausgebaut. Organisationen auf Rubi-Ka können auf notumhaltigen Gebieten Außenposten errichten und diese mit Geschütztürmen und Waffen verteidigen. Der Besitz dieser Felder bringt erhebliche Vorteile mit sich, sodass heftige Kämpfe zwischen den Gilden des Spieles entbrennen.
Shadowlands (erschienen September 2003)
Mit dieser Erweiterung wurde das Spielfeld beinahe verdoppelt. Die Shadowlands stellen eine andere Ebene dar, die nur über spezielle Portale zu erreichen ist. Mit Shadowlands wurden Fantasy-Elemente in die Science-Fiction-Hintergrundgeschichte von Anarchy Online eingeführt.
Alien Invasion (erschienen September 2004)
Der Umfang dieser Erweiterung orientiert sich in etwa an dem von Notum Wars. Hierbei erhalten die Spieler nun die Möglichkeit, eigene Städte für ihre Organisation zu errichten. Diese Städte werden häufig von Aliens angegriffen, welche Rubi-Ka bedrohen.
Lost Eden (erschienen Dezember 2006)
Diese Erweiterung beinhaltet hauptsächlich Neuerungen, die PvP betreffen. Es wurde eine Battlestation eingebaut, in welcher sich Spieler der Clan- und Omni-Tek-Fraktion gegenseitig bekämpfen können. Dort bekommt man so genannte VP (Victory Points), welche man gegen Rüstung, Waffen und mehr eintauschen kann. Diese sind auch über die neu eingeführten Missionen in Alien-Raumschiffen erhältlich.
Legacy of the Xan (erschienen Februar 2009)
Es gibt zwei neue Gebiete auf der Karte und die Stadt der „Xan“. Zusätzlich wurden wieder neue Missionen und Items veröffentlicht.

## Veröffentlichung
Für die Spieler stehen zwei verschiedene Server zur Verfügung, die alle auf dem gleichen Code basieren: „Rimor“ und „Atlantean“. Wegen immer größer werdender Nachfrage wurde von Funcom zusätzlich noch ein deutschsprachiger Server eingeführt: „Die neue Welt“. Jedoch wurde nach einigen Jahren aufgrund zu niedriger Spielerzahlen ein Character-Transfer auf einen der beiden englischsprachigen Server zur Verfügung gestellt. Am 1. November 2010 um 15:00 Uhr wurde der deutsche Server offiziell heruntergefahren.
Auch wenn der Release und die ersten Monate nicht sehr erfolgreich waren, hat sich das Spiel im Laufe der Zeit zu einem beliebten Online-Rollenspiel gemausert, was nicht zuletzt durch regelmäßige Bugfixes, Content-Updates und Erweiterungen erreicht wurde. Seit 2005 hat Funcom ein damals einmaliges Angebot im MMORPG-Genre: Es ist möglich, Anarchy Online in der Basisversion inklusive des ersten Boosterpacks „Notum Wars“ bis auf Weiteres kostenlos zu testen. Entscheidet sich der Spieler dann, auch die bereits erschienenen Expansions zu spielen, fällt ein monatliches Entgelt an.